# Jean-Baptiste Marcenac
Pour les articles homonymes, voir Marcenac.
Jean-Baptiste Marcenac est un acteur français, né dans le Lot. Il joue au théâtre, pour la télévision, pour le cinéma dans des longs métrages et s'adonne également depuis 2011 au doublage.

## Biographie
Après ses études secondaires et son baccalauréat obtenu au Lycée Clément Marot de Cahors (Lot) et ses études supérieures en droit à l'Université de Toulouse, Jean-Baptiste Marcenac s'est orienté vers une carrière dans le spectacle. Dans cet esprit, Il a d'abord fait des études spécialisées d'art dramatique à l'École nationale supérieure des arts et techniques du théâtre (ENSATT) , l'École de la rue Blanche à Paris de 1991 à 1994.

### Carrière
Au cinéma, il a notamment obtenu un rôle important dans Les Apprentis de Pierre Salvadori. Au théâtre, il a interprété de nombreux rôles dramatiques ou comiques. Ainsi, à l'Opéra-Comique, de 2004 à 2006, il a repris dans Les Trois Valses de Johann Strauss et d'Oscar Straus le rôle qui avait vu le triomphe de Pierre Fresnay acteur principal de cette opérette tout juste avant la guerre de 1939-45 avec Yvonne Printemps. À la télévision, Jean-Baptiste Marcenac a été, en 2007, un des principaux intervenants dans la série L'Hôpital, diffusée en prime time sur TF1.

## Théâtre
- 1991 : Amadeus de Peter Shaffer, mise en scène Jean-Luc Tardieu, Théâtre Montparnasse
- Dialogue à perte d'amour de Yves Lebeau (Mise en scène: Geneviève Rosset) 1994 Avignon La Chartreuse
- 1995 : Les Justes d'Albert Camus, mise en scène Marcelle Tassencourt, Théâtre de Boulogne-Billancourt
- On attend Molière, de Martine Costes et Michel Melki, mise en scène  Michel Melki (en tournée dans le sud-ouest)
- Viens chez moi de Luis Rego (Jean-Luc Moreau) 1996 Tournée
- Oscar de Pierre Magnien (Pierre Mondy) 1997 Tournée
- Outrage aux mœurs (Oscar Wilde) de Moïse Kaufman / Jean-Marie Besset (Thirry Harcourt) 1999-2000 Théâtre 14, Tournée, Espace Cardin.
- Dom Juan, Sganarelle... d’après Dom Juan de Molière mise en scène  Michel Melki (en tournée dans le sud-ouest)
- Impair et père de Ray Cooney (Jean-Luc Moreau) 2002-2003 Théâtre de la Michodière et Tournée
- Trois valses de Johann Strauss (père et fils) Johann Strauss I, Johann Strauss II et Oscar Straus (compositeur) de L. Berger et Albert Willemetz.(Mis en scène par Jean-Louis Grinda) 2004 Liège, Charleroi, 2005 Avignon, 2006 Opéra-Comique, salle Favart, à Metz, Grand Théâtre de Bordeaux, Grand théâtre de Reims
- Démocratie de Michael Frayn/Dominique Hollier (Jean-Luc Tardieu)
- 2010 : Le Fantôme de l'Opéra de Gaston Leroux, mise en scène Henri Lazarini, Théâtre 14 Jean-Marie Serreau
- 2013 : Diderot Bagarre d'après la correspondance de Denis Diderot. Adaptation de Régis de Martrin-Donos et Muriel Brot ; mise en scène de Régis de Martrin-Donos. À Paris, théâtre de Poche-Montparnasse
- 2015 : Le Banquet d'Auteuil de Jean-Marie Besset, mise en scène de Régis de Martrin-Donos : rôle de Molière, théâtre 14 Jean-Marie Serreau
- 2017 : Cuisine et dépendances et Un air de famille de Jean-Pierre Bacri et Agnès Jaoui, mise en scène Agnès Jaoui, théâtre de la Porte Saint-Martin
- 2019: Le cas Eduard Einstein de Laurent Seksik, mise en scène Stéphanie Fagadau, théâtre de la comédie des Champs-Élysées
- 2023: Marcus de Stéphane Guérin, mise en scène Olivier Macé, festival Avignon Off théâtre de l'oriflamme, reprise à Paris à la Comédie Bastille

## Filmographie

### Cinéma

#### Longs métrages
- 1995 : Les Apprentis de Pierre Salvadori
- 2004 : La Maison du bonheur de Dany Boon
- 2011 : J'aime regarder les filles de Frédéric Louf : Le père de Gabrielle
- 2013 : Au bout du conte d'Agnès Jaoui et Jean-Pierre Bacri
- 2013 : 100% cachemire de Valérie Lemercier
- 2015 : Boomerang de François Favrat : l'horloger

### Télévision

#### Téléfilms
- 1993 : Mistinguett : Michel Wyn
- 1999 : L'Assassin pleurait : Serge Friedmann
- 2000 : L'Impasse du cachalot : Elisabeth Rappeneau
- 2004 : À trois c'est mieux : Laurence Katrian
- 2006 : Marie Humbert, le secret d'une mère : Marc Angelo (TF1)
- 2006 : La Dame d'Izieu : Alain Wermus

#### Séries télévisées
- 1993 : Hélène et les Garçons (épisode 229) : Bruno
- 1997 : Les Cordier, juge et flic : Gilles Béhat
- 1999 : Sous le Soleil, saison 5 : Christophe
- 2000 : Brigade spéciale : Charles Brandstrom (La Part de l'ombre)
- 2000 : H : Jean-Luc Moreau
- 2001 : Les Cordier, juge et flic : Jean-Marc Seban (Temps mort)
- 2001 : Le juge est une femme : Pierre Boutron (Dans le panier)
- 2001 : 72 heures : Fred Demont (Ticket d'entrée)
- 2002 : Le Grand Patron : Eric Summer (Le Rachat)
- 2007 : L'Hôpital : Laurent Lévy
- 2007 : Sur le fil (État de choc)
- 2007 : Jusqu'au bout
- 2007 : Fragiles
- 2008 : Père et maire : Martin Stefanel (Ah ! La Famille)
- 2008-2010 : R.I.S Police scientifique : Gabriel Valmer
- 2009 : L'École du pouvoir de Raoul Peck (mini-série) : l'intervenant
- 2013 : Joséphine, ange gardien : Tango : François

## Doublage

### Cinéma

#### Films
- James Badge Dale dans :
  - Lone Ranger, naissance d'un héros (2013) : Dan Reid
  - Iron Man 3 (2013) : Savin
- 2008 : Adam Resurrected : Abe Wolfowitz (Joachim Krol)
- 2011 : Transformers 3 : La Face cachée de la Lune : Laserbeak (Keith Szarabajka)
- 2012 : Jason Bourne : L'Héritage : Zev Vendel (Corey Stoll)
- 2012 : Lincoln : Edward McPherson (Christopher Evan Welch)
- 2013 : G.I. Joe : Conspiration : le commandant Cobra (Luke Bracey)
- 2014 : Non-Stop : David McMillan, le pilote de l'avion (Linus Roache)
- 2017 : Undercover Grandpa (en) : Rabbi (David Bronfman)
- 2017 : Transformers: The Last Knight : voix additionnelles
- 2018 : Game Over, Man! : Joel McHale (Joel McHale)
- 2020 : Desperados : voix additionnelles
- 2021 : Rancune (tr) : Süha (Yosi Mizrahi (tr))
- 2022 : Le Secret de la cité perdue : voix additionnelles
- 2022 : Une ardente patience (es) : Pablo Neruda (Claudio Arredondo (es))
- 2023 : Les Chevaliers du Zodiaque : voix additionnelles
- 2023 : Sound of Freedom : El Alacrán (Gerardo Taracena (es))
- 2023 : Crypto Boy (it) : Omar (Sabri Saad El Hamus (nl))
- 2024 : La Plateforme 2 : voix additionnelles
- 2024 : Better Man : voix additionnelles
- 2024 : The Order : Alan Berg (Marc Maron)

#### Film d'animation
- 2012 : Kung Fu Panda 2 : Li Shan, le père de Po
- 2021 : Mortal Kombat Legends: Battle of the Realms : Shinnok

### Télévision

#### Téléfilms
- 2014 : Une mère à la dérive : Albert Fuentes (Matt Socia)
- 2014 : Noël au soleil : Ian (David Chokachi)
- 2020 : Un drôle de Noël : l'Esprit des Noëls passés (Kix Brooks)
- 2021 : Maman disparue : L'histoire vraie de Jennifer Dulos : Clifford Reed (David Nykl)
- 2022 : L'Internat de la honte : M. Davis (Tim Beckmann)

#### Séries télévisées
- Craig Parkinson dans :
  - Indian Summers (2015-2016) : Douglas « Dougie » Raworth (16 épisodes)
  - Temple (en) (2019) : Keith Sullivan (mini-série)
  - Les Enquêtes de Vera (2022) : Phil Swann (saison 11, épisode 4)

- Shaun Dooley dans :
  - Broadchurch (2015) : Ricky Gillespie (saison 2)
  - Black Mirror (2023) : Len Fisher (saison 6, épisode 5)

- Steven Elder dans :
  - The Bay (2021) : l'inspecteur Robert Pearson (saison 2)
  - A Spy Among Friends (en) (2022) : Tim Milne (mini-série)

- 2013 : Low Winter Sun : Michael (James Harvey Ward) (6 épisodes)
- 2013 : Person of Interest : Daniel Drake (Mark Pellegrino) (saison 2, épisode 8)
- 2013 : Continuum : Todd Sanchez (Peter Benson) (saison 2, épisode 6)
- 2013-2020 : Arrow : Anatoly Knyazev (David Nykl) (36 épisodes)
- 2014-2015 : Le Quatrième Homme : Jan Lewin (Henrik Norlén) (mini-série)
- 2014-2015 : Gotham : Crispus Allen (Andrew Stewart-Jones) (22 épisodes)
- 2014-2015 : Marvel : Les Agents du SHIELD : Gordon (Jamie Harris) (11 épisodes)
- 2014-2017 : Black Sails : John Silver (Luke Arnold) (38 épisodes)
- 2018 : You : le professeur Paul Leahy (Reg Rogers) (saison 1, épisodes 1 et 2)
- 2018-2019 : Le Maître du Haut Château : Wyatt « Liam » Price (Jason O'Mara) (20 épisodes)
- 2018-2023 : Succession : Alessandro Daniels (Parker Sawyers) (saison 1, épisode 1) et Mark Ravenhead (Zack Robidas (en)) (7 épisodes)
- 2022 : As We See It : ? (?)
- 2022 : Twenty-Five Twenty-One : ? (?)
- 2022 : All of Us Are Dead : ? (?)
- 2022 : Bosch: Legacy : Dr William Golliher (Alan Rosenberg) (3 épisodes), Frick (Clayton Farris) (saison 1, épisode 4)
- 2022 : 42 jours d'obscurité : Manuel Toledo (Claudio Arredondo)
- 2022 : Resident Evil : Dave Isaacs (Ashish Gangapersad)
- 2022 : Kleo : Walter Blum (Bruno F. Apitz)
- 2022 : Shantaram (en) : Khader Khan (Alexander Siddig)
- 2022 : Mo : Glen (Grant Redmond) (saison 1, épisode 4)
- 2022 : A Spy Among Friends (en) : le président Roosevelt [Qui ?] (mini-série)
- 2023 : Mon cosmonaute : le colonel Rosa (Grzegorz Damięcki (pl))
- 2023 : Tout le monde aime les diamants : Ghigo (Gianmarco Tognazzi (it))
- 2023 : 1670 (en) : Wladyslaw [Qui ?]
- 2023 : Poker Face : Al (John Darnielle (en)) (saison 1, épisode 4)
- 2023 : You and Me : Jeremy (Dominic Mafham (en)) (mini-série)
- 2023[n 1] : Gannibal : Masato, le chef de la police [Qui ?] (saison 1)
- 2024 : A Killer Paradox (en) : le deuxième harceleur [Qui ?] et le premier expert médical [Qui ?]
- 2024 : Les Expatriées : Daleep (Kavi Raz (en)) (mini-série)
- 2024 : Masters of the Air : ? (?) (mini-série)
- 2024 : Parasyte: The Grey : Kim Cheol-min (Kwon Hae-hyo)

#### Séries d'animation
- 2013 : Dragons : Cavaliers de Beurk : Alvin le traître[1]
- 2016 : Kung Fu Panda : L'Incroyable Légende : ?
- 2020 : The Midnight Gospel : le simulateur
- 2024 : Garōden : La Voie du loup solitaire : Ranbo